# Bajhang (dystrykt)

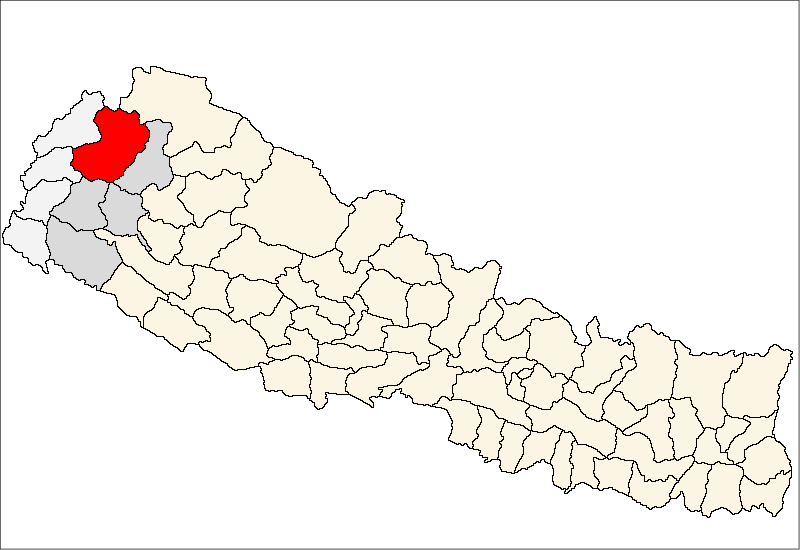
Dystrykt Bajhang

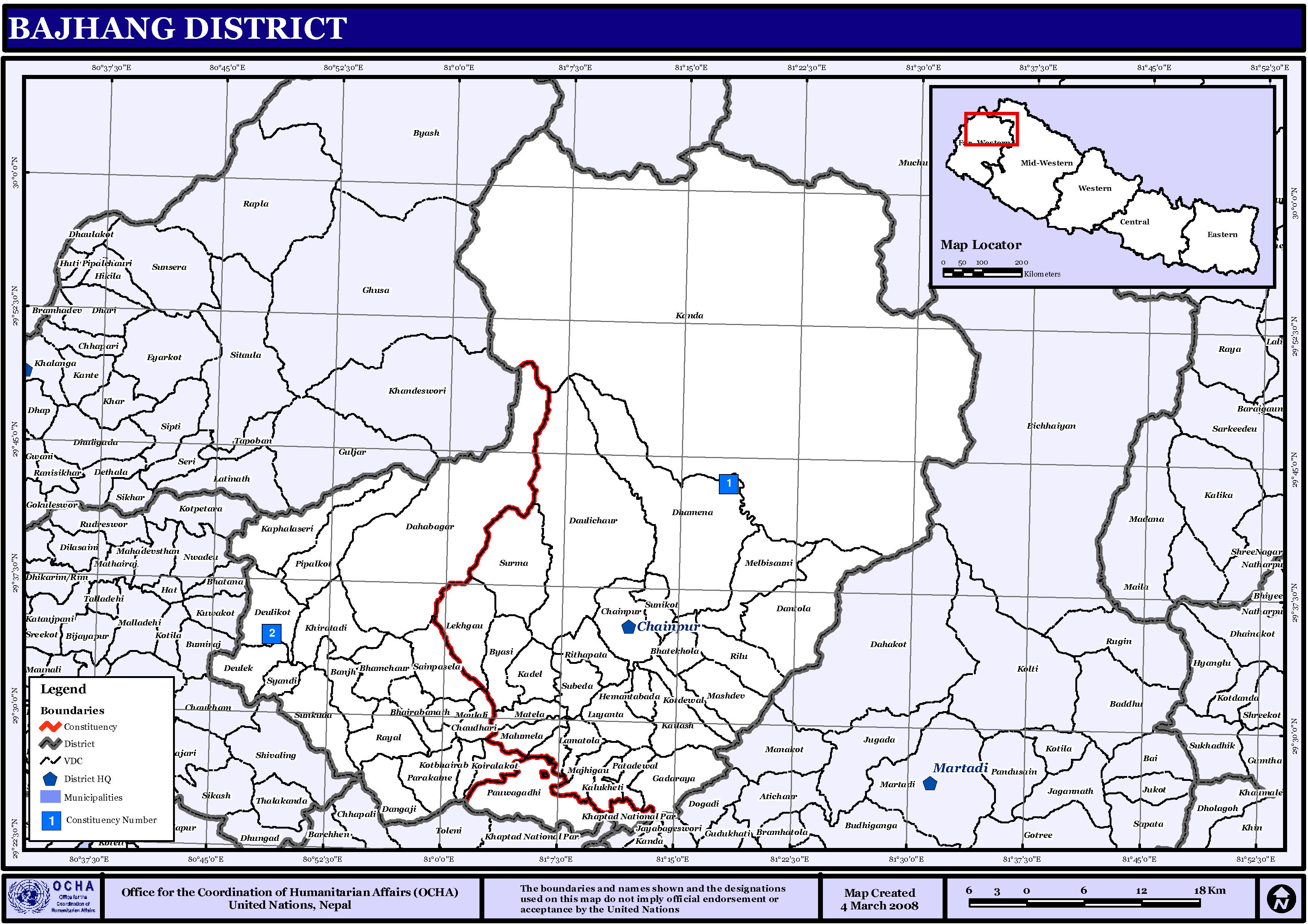
Dystrykt Bajhang

Dystrykt Bajhang (nep. बझाङ, trl. Bajhāṅ, trb. Badźhan) – jeden z siedemdziesięciu pięciu dystryktów Nepalu. Leży w strefie Seti. Dystrykt ten zajmuje powierzchnię 3422 km², w 2001 r. zamieszkiwało go 167 026 ludzi. Stolicą jest Chainpur.